# Греческая кухня

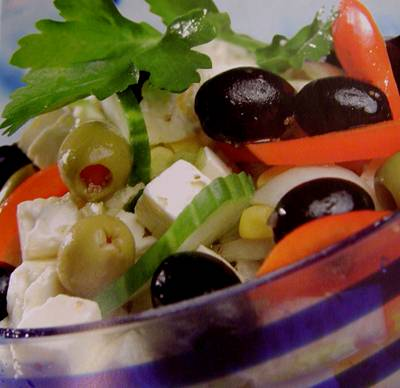
Греческий салат

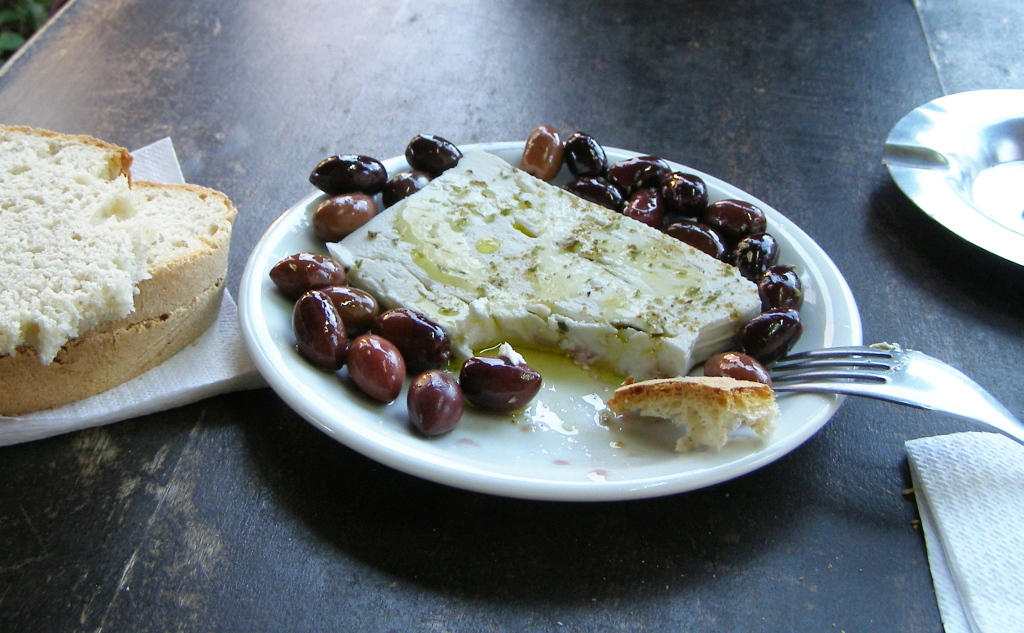
Мезе — простая греческая закуска

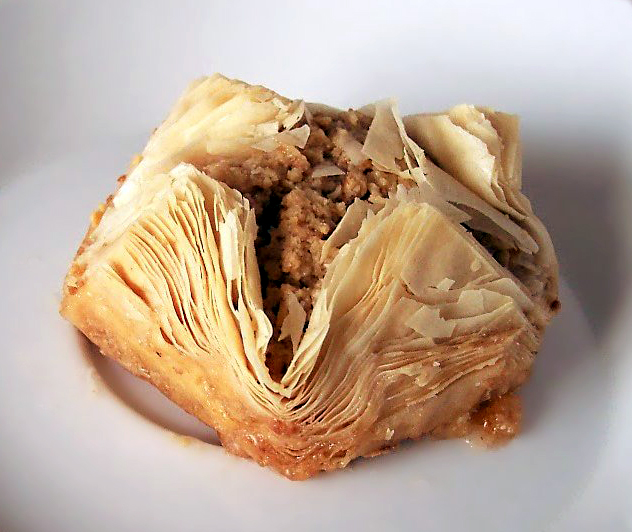
Пахлава

Гре́ческая ку́хня (греч. Ελληνική Κουζίνα) — традиционная кухня Греции. Является типичной средиземноморской кухней и имеет много общего с кухней юга Франции, Италии, Турции, Балкан.
Наиболее характерным и древним составляющим питания греков, отличительная особенность греческой кухни, — обилие оливкового масла, изготавливаемое из плодов оливковых деревьев, которое присутствует практически во всех блюдах. Оно не только добавляется практически во все блюда и используется как ароматная приправа, но и используется во время термической обработки пищи. Ещё одним незаменимым компонентом является лимон.
Основными зерновыми в Греции являются пшеница и ячмень, использующийся в последнее время всё более широко. Наиболее популярные овощи: томаты, баклажаны, картофель, зелёная фасоль, бамия, перец и лук.
Мёд в Греции, в основном, — цветочный из нектара фруктов и цитрусовых деревьев (лимона, апельсина). Используется также тимьяновый и сосновый мёд. Мастика выращивается на острове Хиос в Эгейском море.
В греческой кухне травы и специи используются гораздо чаще, чем в других средиземноморских кухнях: сельдерей, орегано, мята, чеснок, лук, укроп, соль и лавровые листья. Другие популярные специи: базилик, чабрец и семена укропа. Во многих греческих рецептах, особенно в северных районах страны, используются «сладкие» специи (например, корица или гвоздика) в сочетании с мясом.
Греческие блюда характеризуются частым использованием мяты и мускатного ореха.
Другие наиболее популярные ингредиенты для блюд — это оливки, выращенные в Мессинии, сыр фета, виноградные листья, цуккини и йогурт (в последнее время[когда?] в мире стал весьма популярен так называемый «греческий йогурт»).
Особая гордость греков — сыр. В Греции его производится не менее 50-и сортов (в каждом регионе свой особенный рецепт). Греческая кухня использует большое количество сыров: фета, гравьера, мецовон, кефалотири, касери, манури и так далее.
Нация делит 2-е место в мире по уровню потребления сыра на душу населения (~22 кг в год, Россия — ~7 кг), уступая лишь Швейцарии (~24 кг в год) и разделяя серебряный пьедестал ещё с 10-тью европейскими странами.
Самый популярный сорт — фета, именно он используется в приготовлении знаменитого «греческого салата» (в Греции этот салат называется хориатики («деревенский»)).
Не менее популярно в Греции мясо. Предпочтение отдаётся свинине, баранине и козлятине. Из-за особенностей рельефа Греции, который не благоприятствует разведению крупного рогатого скота, наиболее употребляемыми продуктами стали баранина и козлятина.
Мусака — одно из самых известных блюд, приготовленное с добавлением как мяса, так и традиционных для Греции овощей.
Пастицио — другое любимое греками блюдо.
В Древней Греции была популярна креокакавос — свинина под кисло-сладким соусом из мёда, тимьяна и уксуса, подаваемая с гарниром из бараньего гороха с чесноком.
Популярна рыба, моллюски и другие морепродукты — рыбные блюда распространены, особенно в прибрежных районах и на островах.
В десертах преобладает мёд и орехи.

## Значимые блюда

### Закуски
- Дзадзики
- Сувлаки
- Мезе
- Греческий салат
- Тарамасалата
- Хортарике (блюдо из 40 трав)
- Буюрди
- Нумбуло

### Соусы
- Скордалия
- Дзадзики

### Супы
- Авголемоно
- Спартанская похлёбка (чёрная кровяная похлёбка)
- Фасолада
- Какавья
- Магирица
- Ревифья

### Основные блюда
- Мусака
- Долмадес
- Паститсио
- Гюветси
- Стифадо

### Десерты
- Меломакарона
- Лукумадес

## Напитки
Алкогольные: Метакса, водка Узо, вина Рецина, Мавродафни.